# Lemmus amurensis
{{#ifeq:0|0|{{#if:|{{#if:Lemmusamurensis|[[]}}|}}}}
Lemmus amurensis — вид лемінгів, що зустрічається біля річки Амур у східному Сибіру. Зустрічається переважно у модриновій тайзі. У Південній Якутії (р. Чулман) воліють відкриті м'які і перезволожені ділянки з мохами, травами і чагарниками. На Колимі зустрічається на різнотравно-злакових галявинах біля модринового лісу і на лугу біля озер. На Камчатці зустрічається в тундрі на старому вулкані Узон (Кроноцький державний заповідник) і на західному узбережжі в чагарникових місцях проживання. 

## Спосіб життя
Живиться здебільшого зеленими мохами (Dicraium, Drepanocladus, Hyloomnium). Також влітку споживає молюсків, Eriophorum та комах. Дає 2–4 приплоди на рік. Розмір приплоду у самок, що перезимували 5–9, у молодих 3–6.